# Tierp (commune)
La commune de Tierp est une commune suédoise du comté d'Uppsala. Environ 21330  personnes y vivent (2020). Son chef-lieu se situe à Tierp.

## Localités principales
- Karlholmsbruk
- Månkarbo
- Mehedeby
- Örbyhus
- Skärplinge
- Söderfors
- Tierp
- Tobo

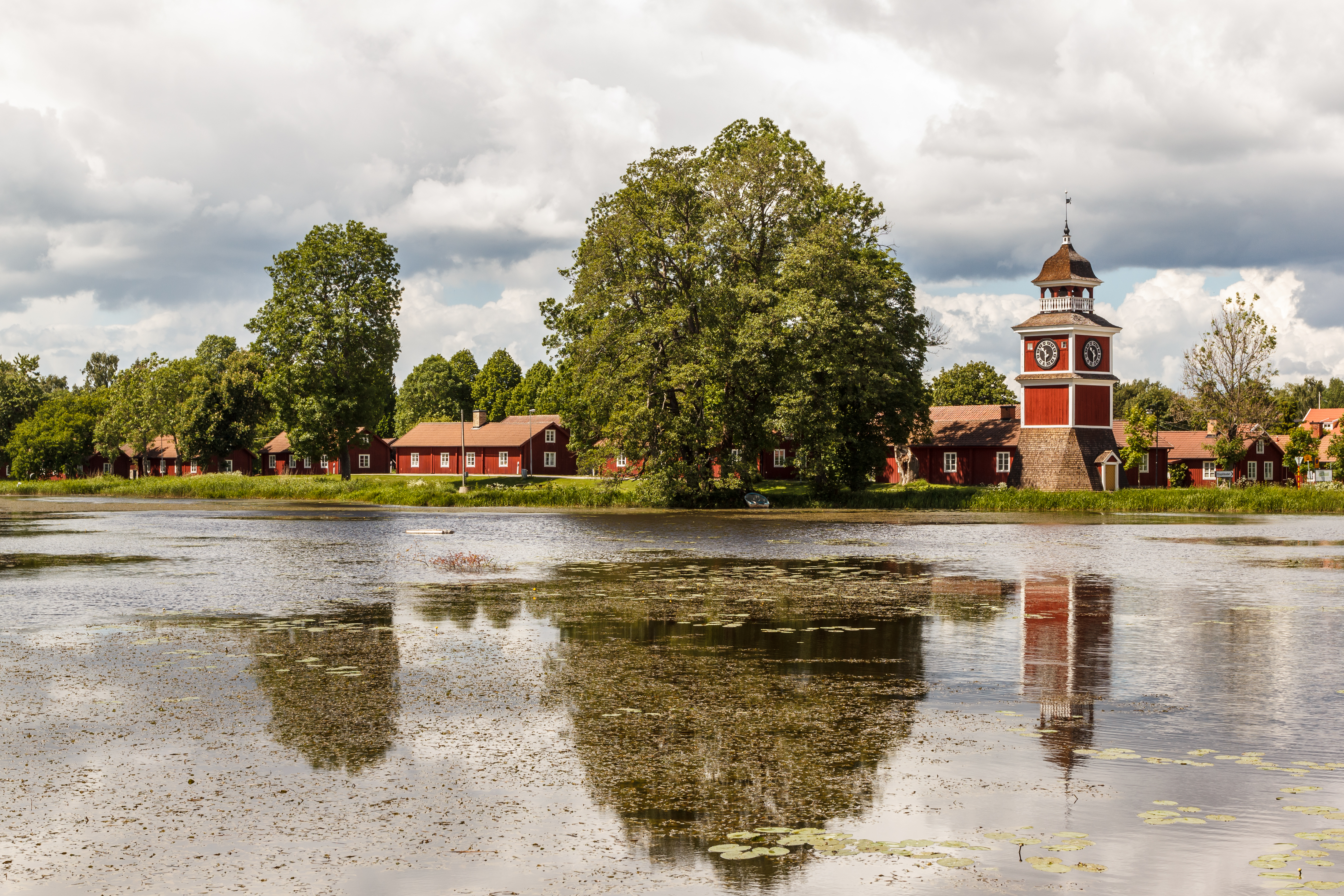
Retenue d'eau pour l'usine de fer sur la rivière Tämnarån à Karlholmsbruk, commune de Tierp. Juin 2013.

- Vendel, village connu pour son Château d'Örbyhus